# Остра брама (Вільнюс)
Остра брама, або Ворота світанку (лит. Aušros Vartai [Аушрос Вартай] — Ворота світанку) – міська брама в Старому місті у Вільнюсі, в готичному стилі, побудована у 1503–1514 роках. Разом з прилеглим до неї фрагментом оборонного муру становить єдиний залишок старих фортифікацій міста,  є кінцем Остробрамської вулиці. З внутрішньої сторони брами знаходиться збудована у 1829 році класицистична Остробрамська каплиця з Остробрамською іконою Божої Матері.

## Архітектура Острої брами
Ворота були побудовані в стилі пізньої готики між 1503 і 1514 роками. Це була майже квадратна в плані будівля (11,2 × 10,8 м) з товщиною стін до 2 метрів. У цокольному поверсі розміщений прохід з хрестоподібними склепіннями, відкритий на північ і на південь отворами, котрі закриті сегментарними арками. Внутрішня частина воріт перекриттям розділена на два поверхи.
Верхній ярус воріт вінчає високий аттик, прикрашений тинькованим рельєфним фризом, побудований з елементами зачищеного нідерландського орнаменту. Аттик прикрашає овальний медальйон з рельєфним гербом Погоня, підтримуваний грифонами.

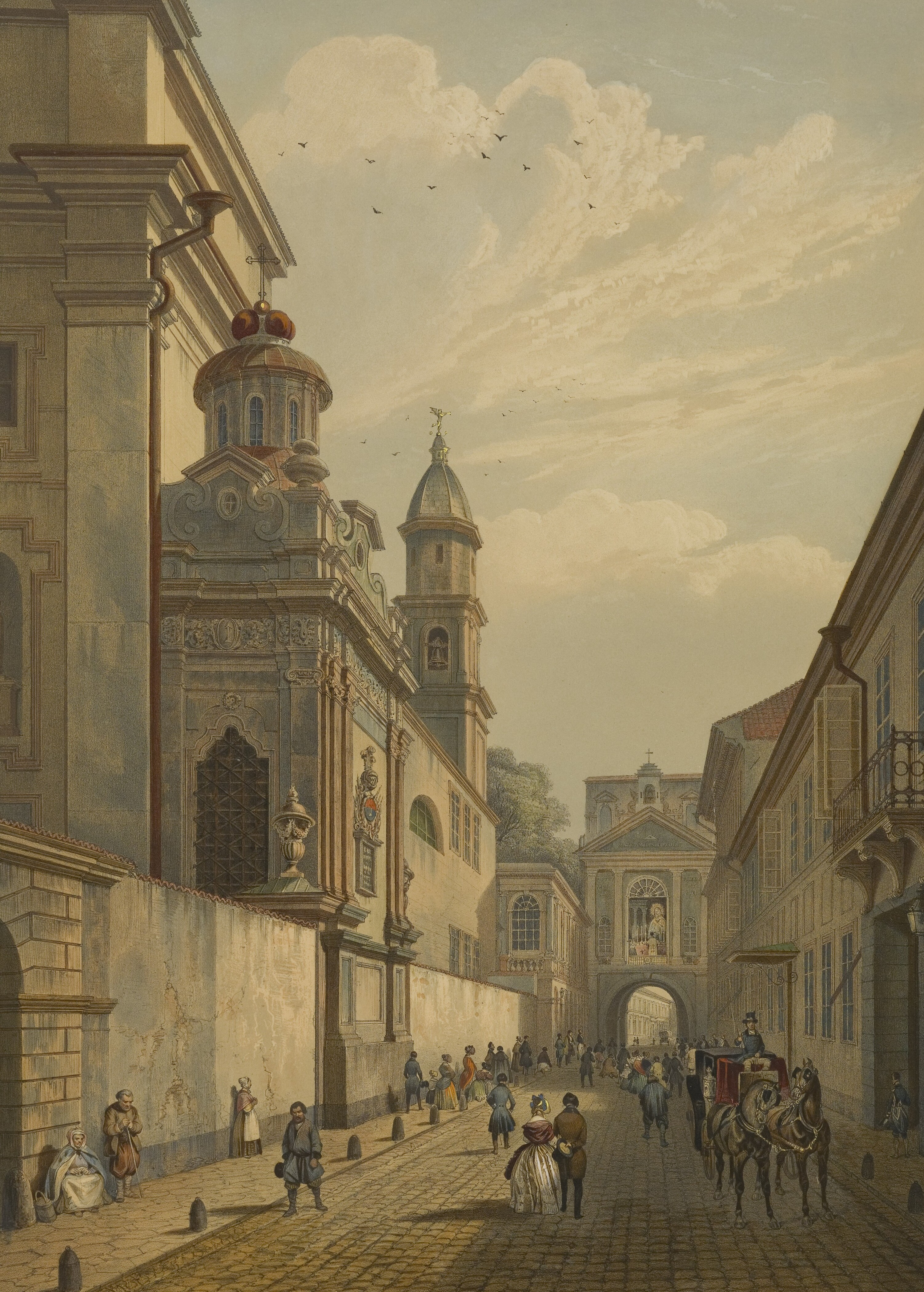
Остра брама. 1847 рік
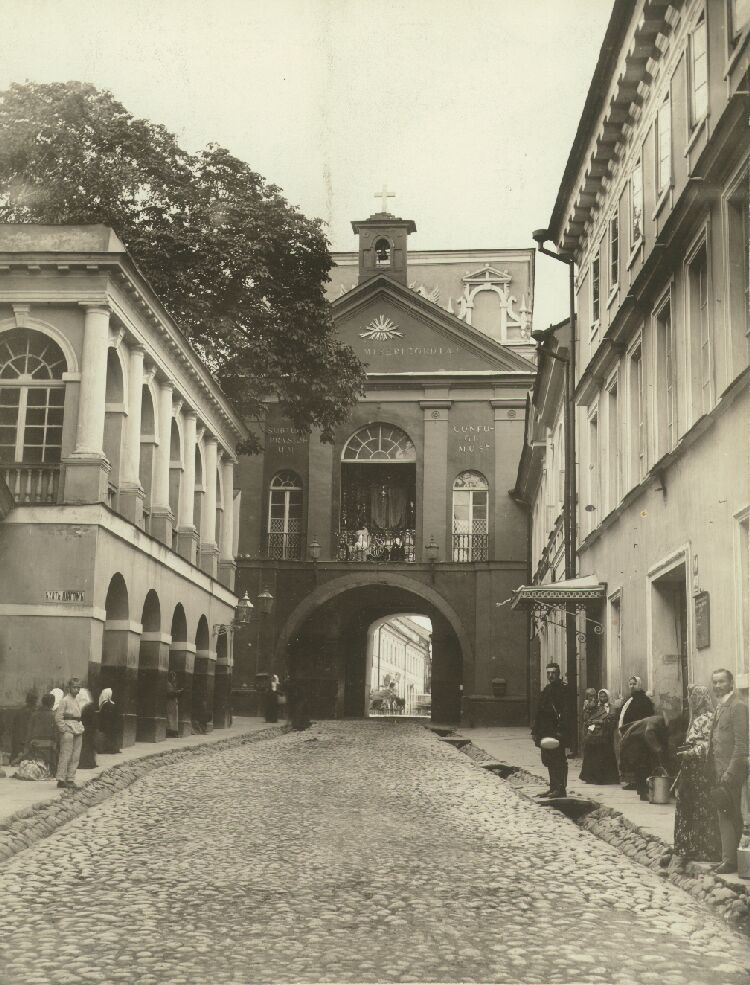
Остра брама (1904)
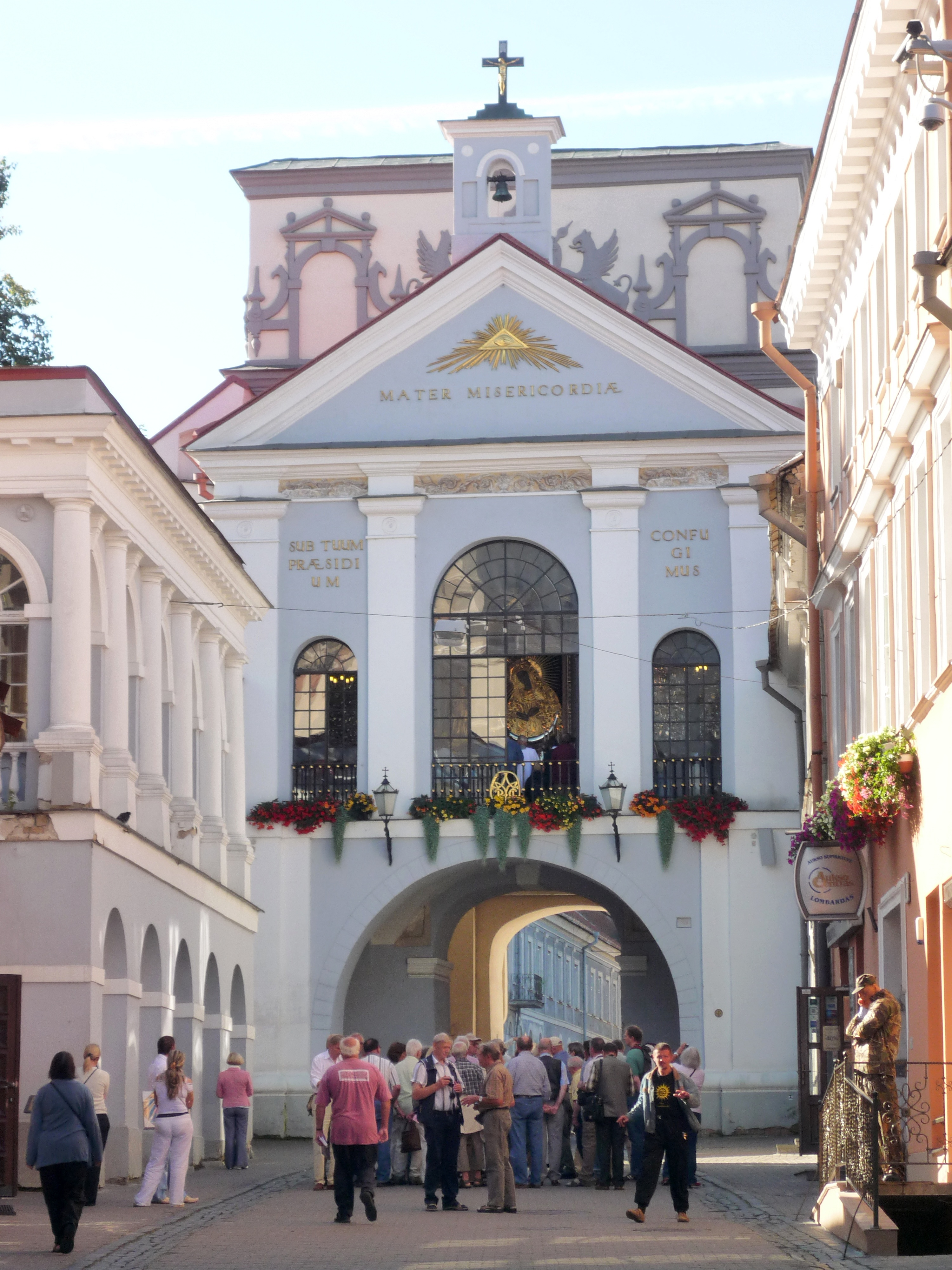
Остра брама, вигляд з Остробрамської вулиці

## Остробрамська каплиця
Північна стіна воріт спочатку була нижчою. У 1671 чи у 1672 році завдяки зусиллям отця Карла від Святого Духа була добудована дерев'яна каплиця на північному боці. Вона згоріла в 1711 році, і в наступному році була відбудована в цеглі. Точно не відомо, коли в неї був поміщений чудотворний образ Богородиці.
У 1789-1793 роках в передній частині каплиці для потреб молільників була побудована класицистична галерея. 
У 1829-1830 роках відбулася реставрація каплиці. Наступні реставрації проводилися у 1927-1932 роках та в 1993 році, перед візитом Папи Іоанна Павла II.
На початку 2010 року розпочато ще один ремонт каплиці в Острій брамі, незабаром  відзначений як шкідливий. Під час реконструкції, серед іншого, демонтовані старовинні двері, пошкоджено керамічну плитку з 1932 року через розташування  на них нової підлоги, замінено поручні, а понад 100-річні сходи замінені новими з  імітацією граніту.
Наприкінці лютого Департамент з охорони пам'яток при Міністерстві культури Литви вимагав припинення ремонтних робіт і призначив спеціальну комісію, яка повинна була стежити за відновленням зруйнованого, а також визначити, хто має право на проведення такого ремонту.
Державна комісія з культурної спадщини зі свого боку направила лист міністру культури Ремігійюсу Вількайтісу і митрополиту Вільнюському кардиналу Аудрісу Бачкісу із закликом належним чином дбати про сакральні об'єкти.
| | \| Tе, що було зроблено з каплицею Божої Матері Остробрамської у Вільнюсі, це велика втрата з точки зору збереження і сором для Литви, що не може належним чином дбати про пам'ятки (Голова Державної комісії з культурної спадщини Гражина Дремайте)[6] \| |
| Tе, що було зроблено з каплицею Божої Матері Остробрамської у Вільнюсі, це велика втрата з точки зору збереження і сором для Литви, що не може належним чином дбати про пам'ятки (Голова Державної комісії з культурної спадщини Гражина Дремайте) | |

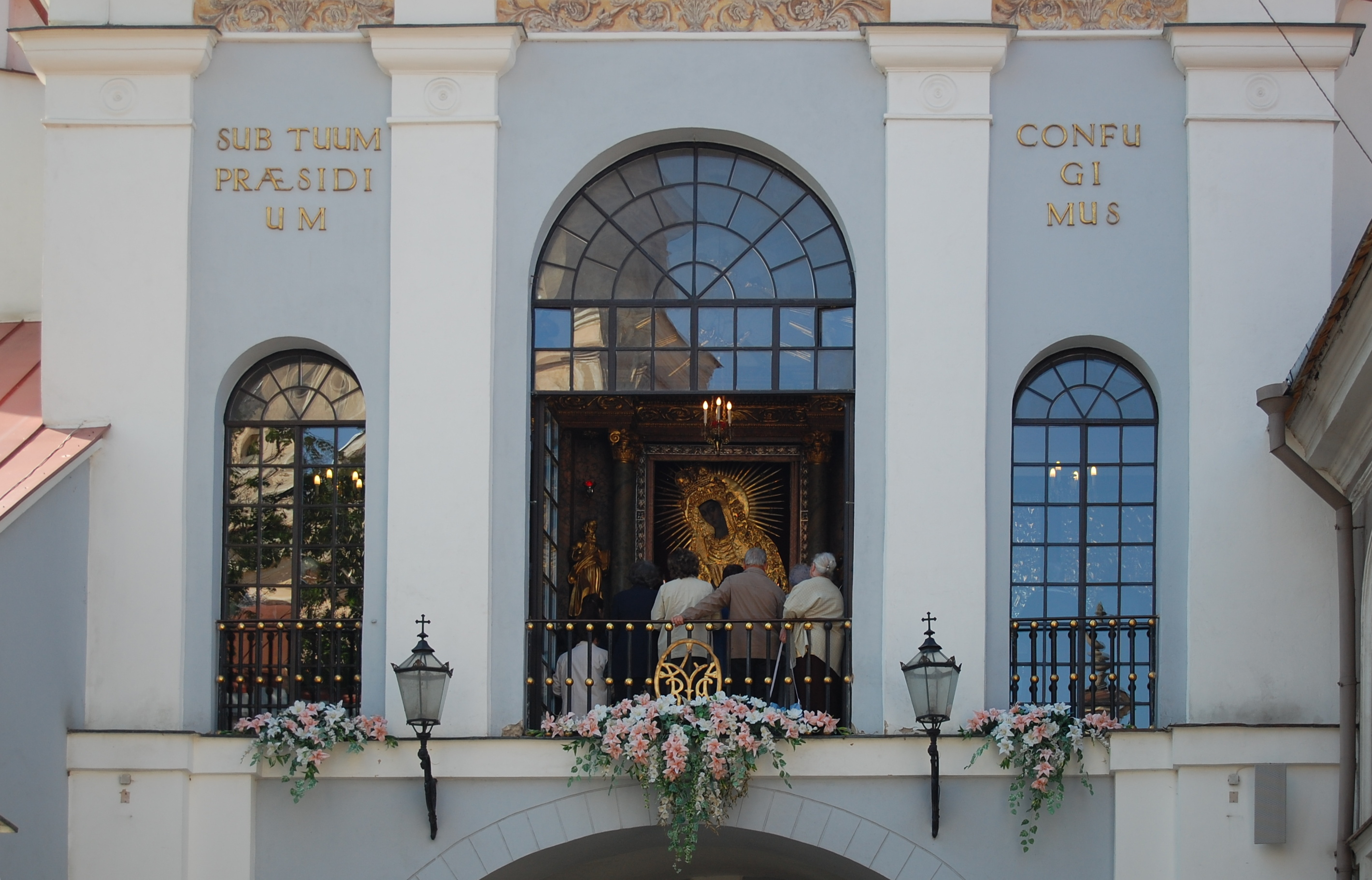
Остробрамська каплиця. Через вікно видно Остробрамську ікону Божої Матері
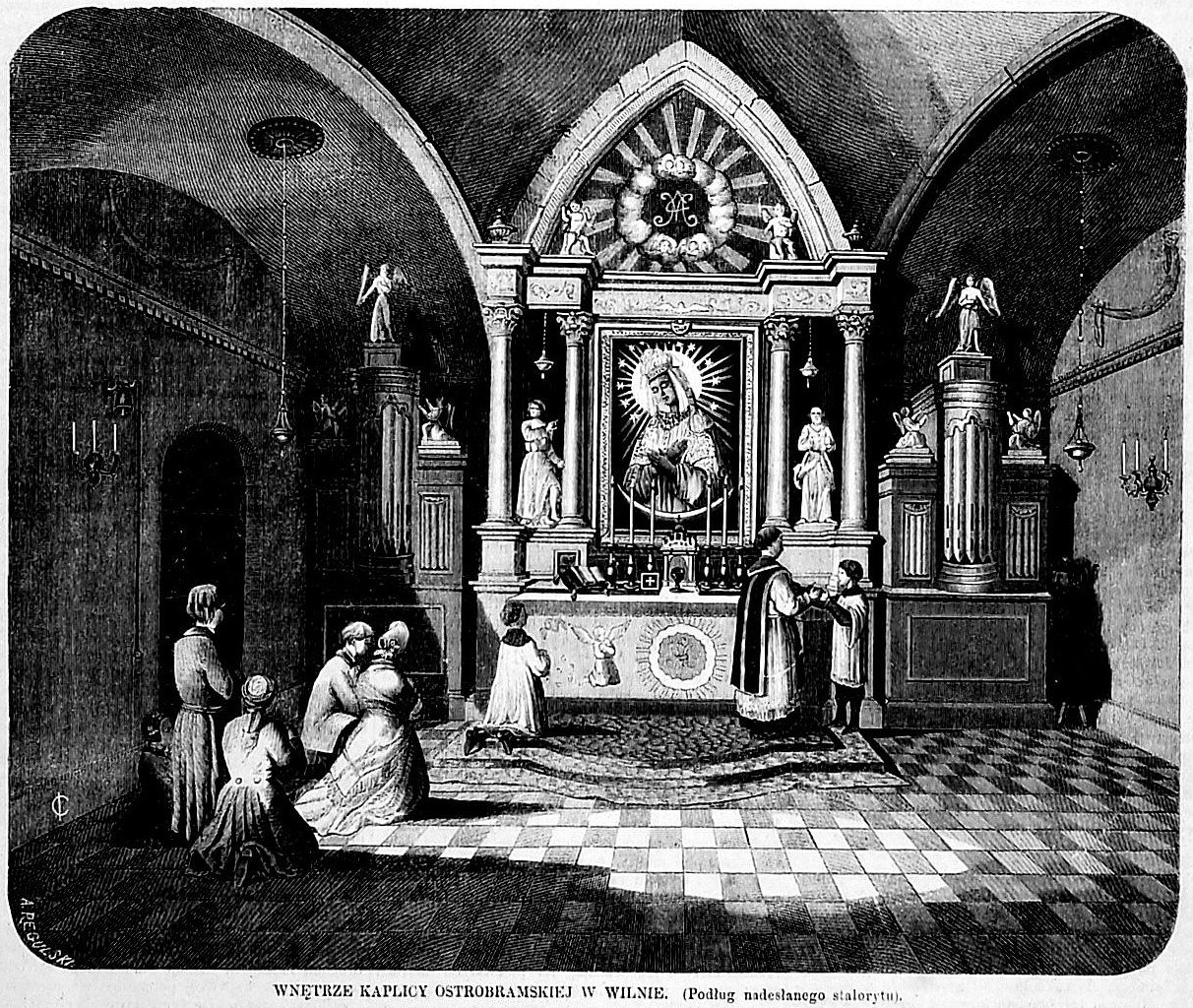
Всередині каплиці у XIX столітті. Ілюстрація в «Tygodniku Ilustrowanym» за 2 квітня 1864 року
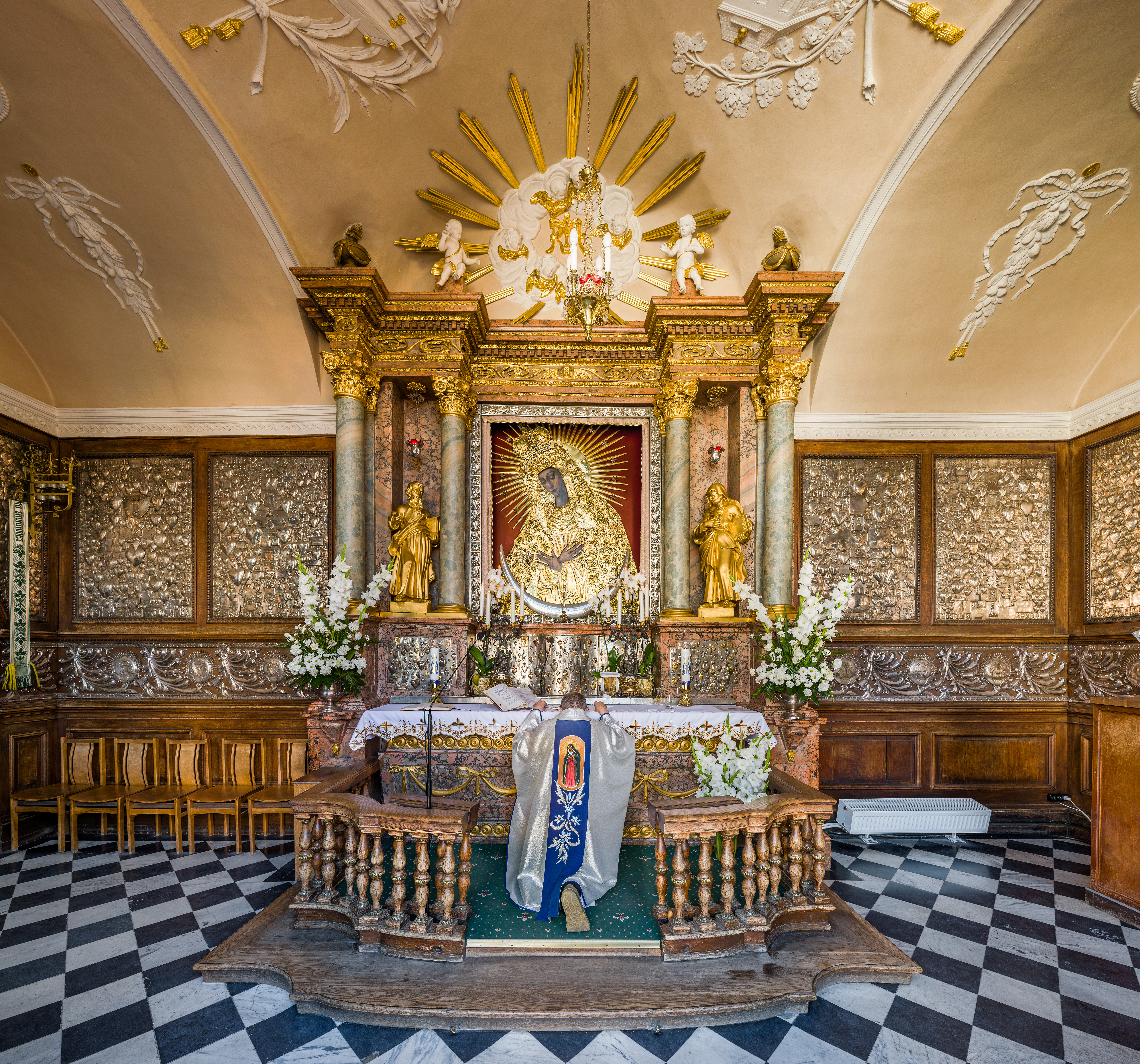
Всередині Остробрамської каплиці, 2014
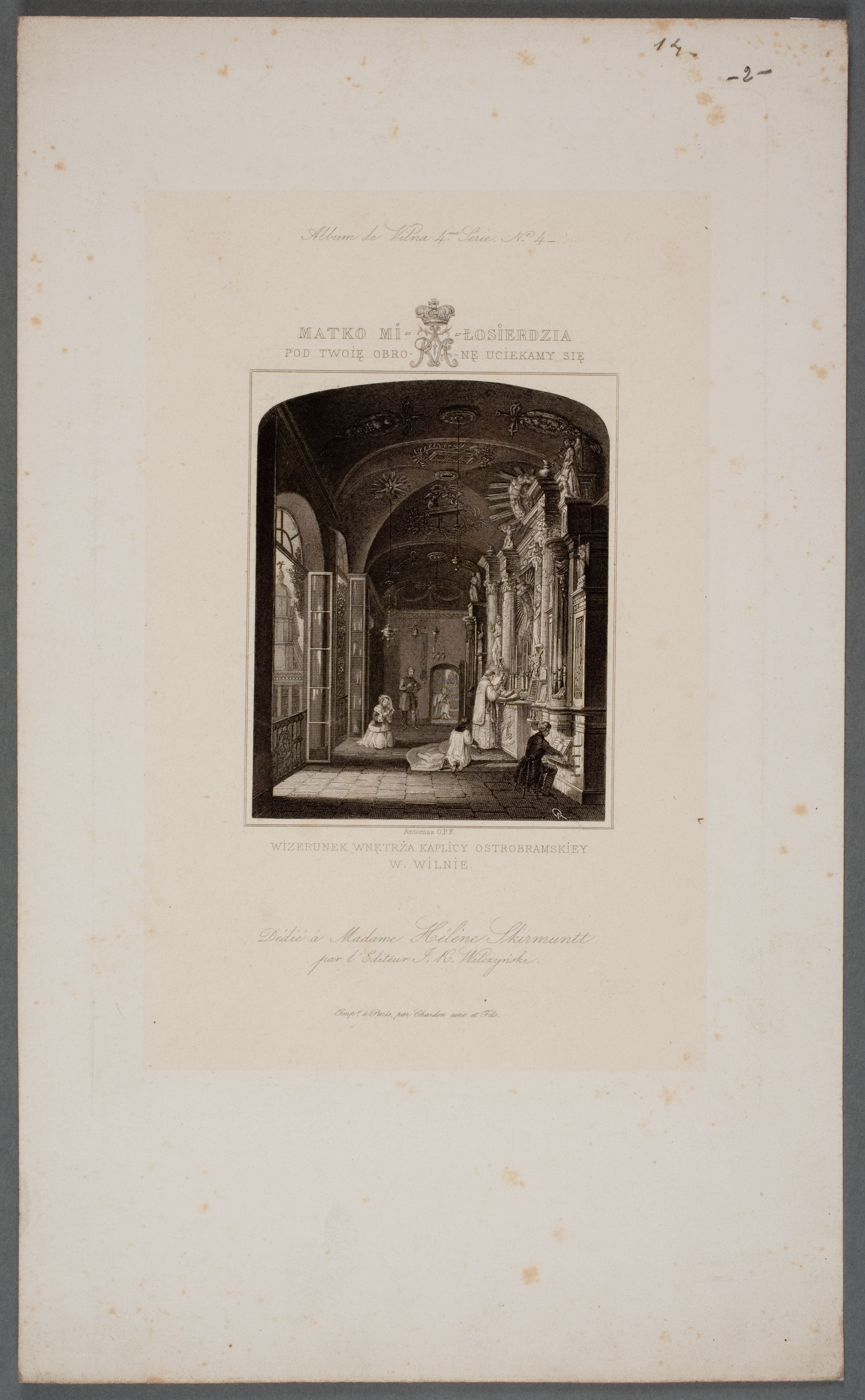
Всередині каплиці. 1849 рік

### Остробрамська ікона Божої Матері

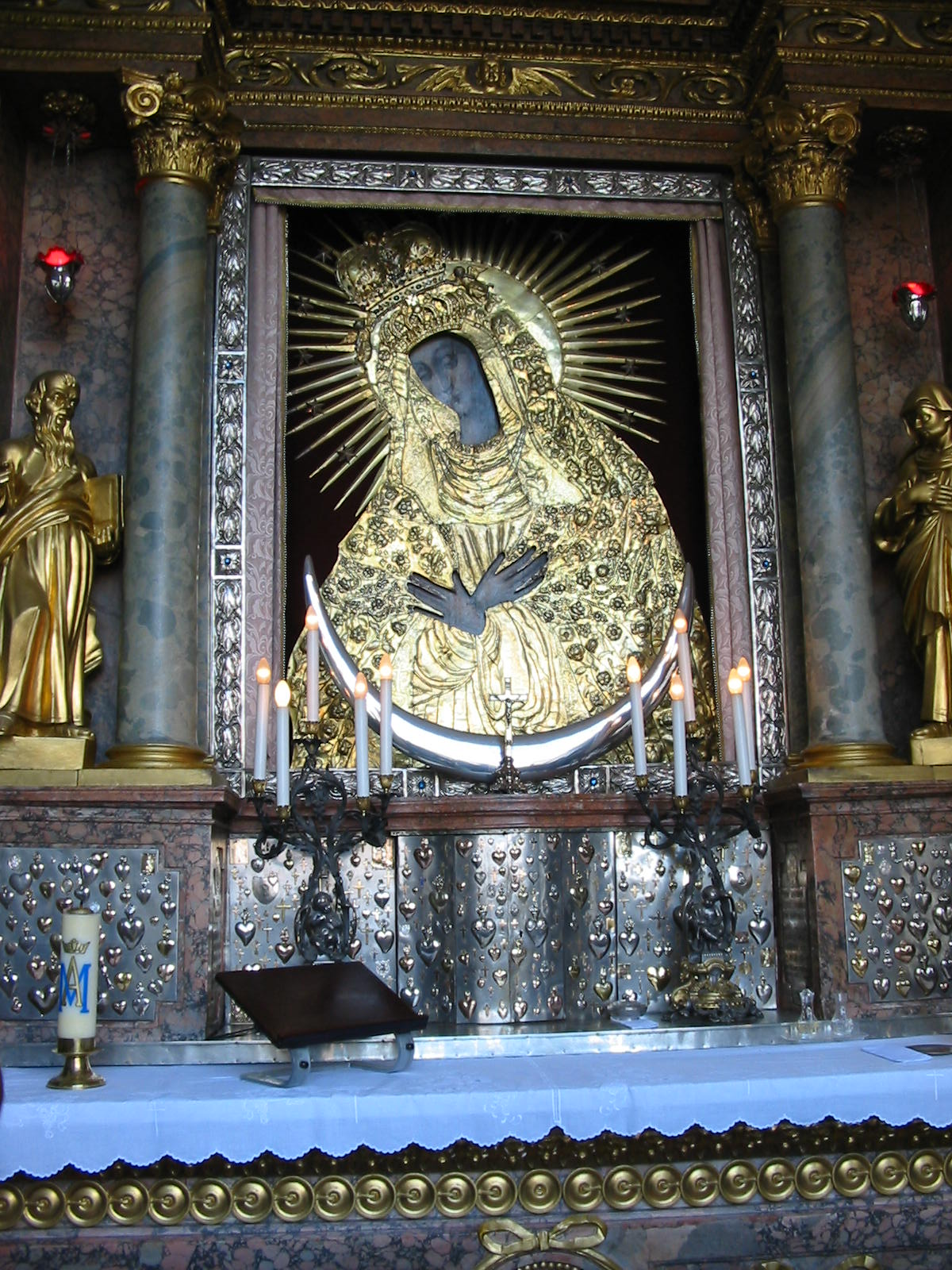
Остробрамська ікона Богородиці в каплиці
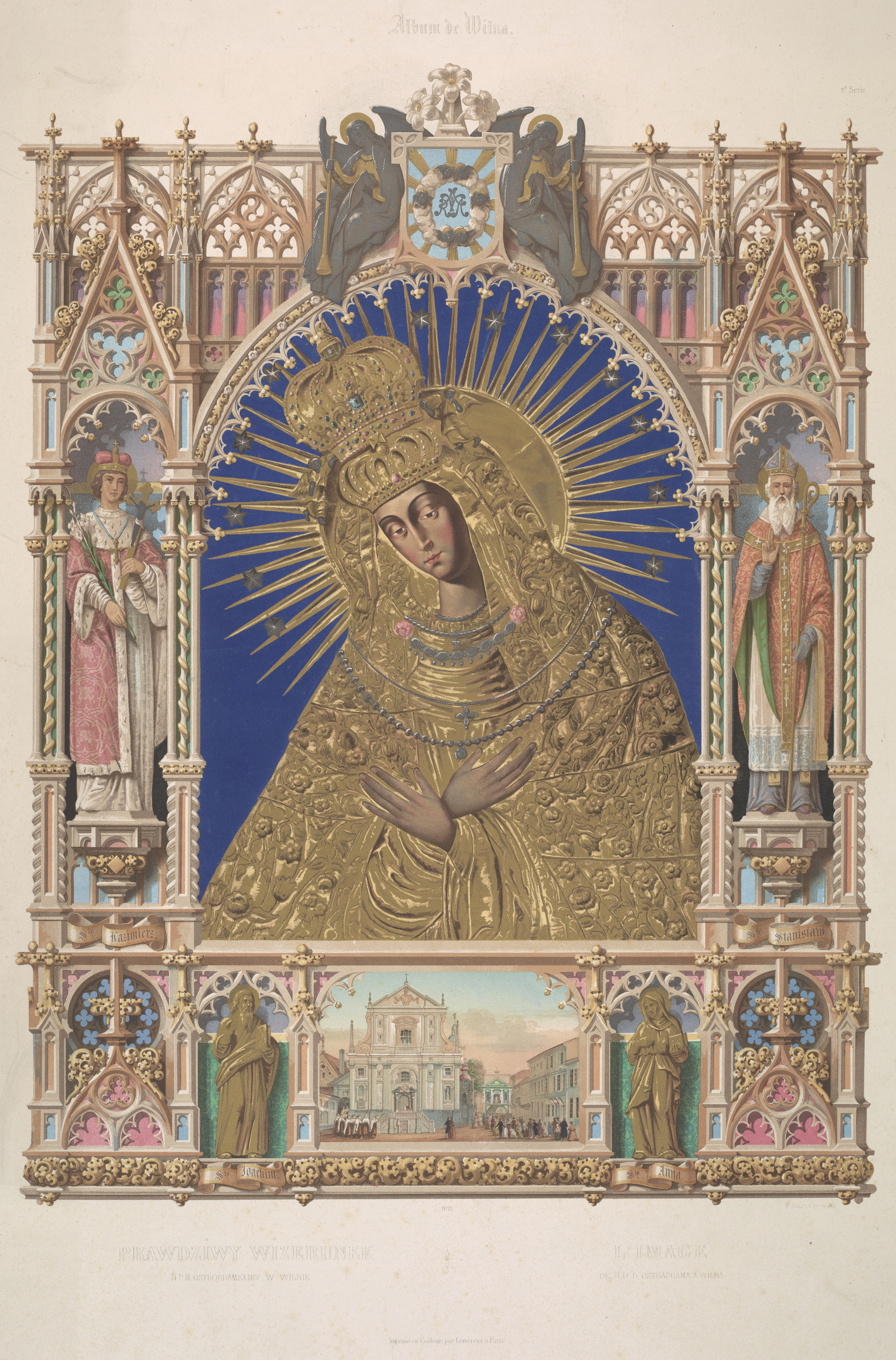
Остробрамська ікона Божої Матері. Хромолітографія XIX століття